# Crkva sv. Mihovila u Dolu na Hvaru
Crkva sv. Mihovila, rimokatolička župna crkva posvećena sv. Mihovilu arhanđelu smještena je na brijegu koji odvaja dvije doline u kojima se nalaze dva zaseoka sela Dola na otoku Hvaru: Dol sv. Ane i Dol sv. Marije. Sagrađena je na mjestu stare crkve iz 14. stoljeća.

## Opis
Dovršena je 1908. godine, a sagrađena je u neoromaničkom stilu. Zidana je pravilnim klesancima slaganim u redove i zakrovljena dvostrešnim krovom na drvenoj konstrukciji. 
Crkva je dimenzija 21x16 metara s polukružnom apsidom i zvonikom u osi glavnog pročelja. Zvonik je zatvorenog tipa, s manjim biforama na završnom katu – loži, s piramidalnim završetkom. Crkva jednostavan glavni portal na pročelju, sporedni ulaz u svetište (apsidu) te bočni portal na južnoj strani. Gornji dio sjeverne i južne fasade raščlanjen je s po tri neoromaničke pseudo-bifore, a na bočnim su pročeljima su i istaci za kapele s prozorom u obliku okulusa, zaključene zabatnim završetkom. Crkva duž svih pročelja ima naglašen klesani vijenac, a kamena streha je postavljena na nizu kamenih konzola. 

### Unutrašnjost
Unutrašnjost crkve je jednobrodna, s neorenesansnim glavnim oltarom i transeptom u kojem su postavljena dva bočna oltara. Brod crkve je pokriven drvenim kasetiranim stropom, na zapadu je drveno pjevalište izgrađeno na zidu koji je rastvoren s tri lučna otvora, a na sjevernom zidu je drvena propovjedaonica. Uz zvonik su dogradnje za stubište pjevališta, a u prizemlju zvonika je glavni ulaz u crkvu lučnog oblikovanja. Pod crkve je kameni, a zidovi su ožbukani naglašenim profiliranim vijencima. Iz stare crkve potječe oltar sv. Mihovila s oltarnom palom koju je 1598. naslikao hvarski slikar Martin Benetović. U crkvi se još nalaze i tri vrijedne slike talijanskih majstora 16. stoljeća.

## Povijest
Crkva sv. Mihovila arhanđela se spominje već u 14. st., ali se od te crkve nije ništa sačuvalo. Još je i ranije, u 13. st., postojala istoimena crkva kao patronat patricija Gazzari. Stara crkva iz 1700. je srušena 1905. nakon čega je 1910. sagrađena današnja po nacrtu arhitekta Ćirila Ivekovića. 
Crkva se u dokumentima prvi put spominje 1331. godine kao posjed viških benediktinaca. Osnutkom župe Dol 1589. godine, crkva sv. Mihovila postaje župnom. Tijekom 18. i 19. stoljeća crkva se pregrađuje, o čemu svjedoče skromni arhivski podaci. Godine 1898. – 99. Ćiril Metod Iveković je izradio projekt za novu župnu crkvu, koja je sagrađena na mjestu stare, koja je za tu prigodu do temelja porušena. 

## Zaštita
Pod oznakom Z-7002 zavedena je kao nepokretno kulturno dobro - pojedinačno, pravna statusa zaštićena kulturnog dobra, klasificirano kao "sakralna graditeljska baština".